# نويفالوس
بلدية نويفالوس (بالإسبانية: Nuévalos) هي بلدية تقع في مقاطعة سرقسطة التابعة لمنطقة أراغون شمال شرق إسبانيا.

## الديموغرافيا
بلغ عدد سكان بلدية نويفالوس 355 نسمة عام 2011 (وفقاً للمعهد الوطني الإسباني للإحصاء).
| 297 | 309 | 367 | 374 | 342 | 361 | 355 |